# Doyle Brunson
Doyle Brunson også kendt som Texas Dolly (født 10. august 1933, død 14. maj 2023) var en amerikansk pokerspiller. Han blev to gange vinder af Main Event ved World Series of Poker og havde en over 50 år lang professionel karriere.